# Walter Reisp
Walter Reisp (født 5. november 1910, ukendt dødsår) var en østrigsk håndboldspiller, som blandt andet deltog i OL 1936.
Han var en del af det østrigske håndboldlandshold, som vandt sølvmedalje. Han spillede i to kampe.